# Eppinger Linien

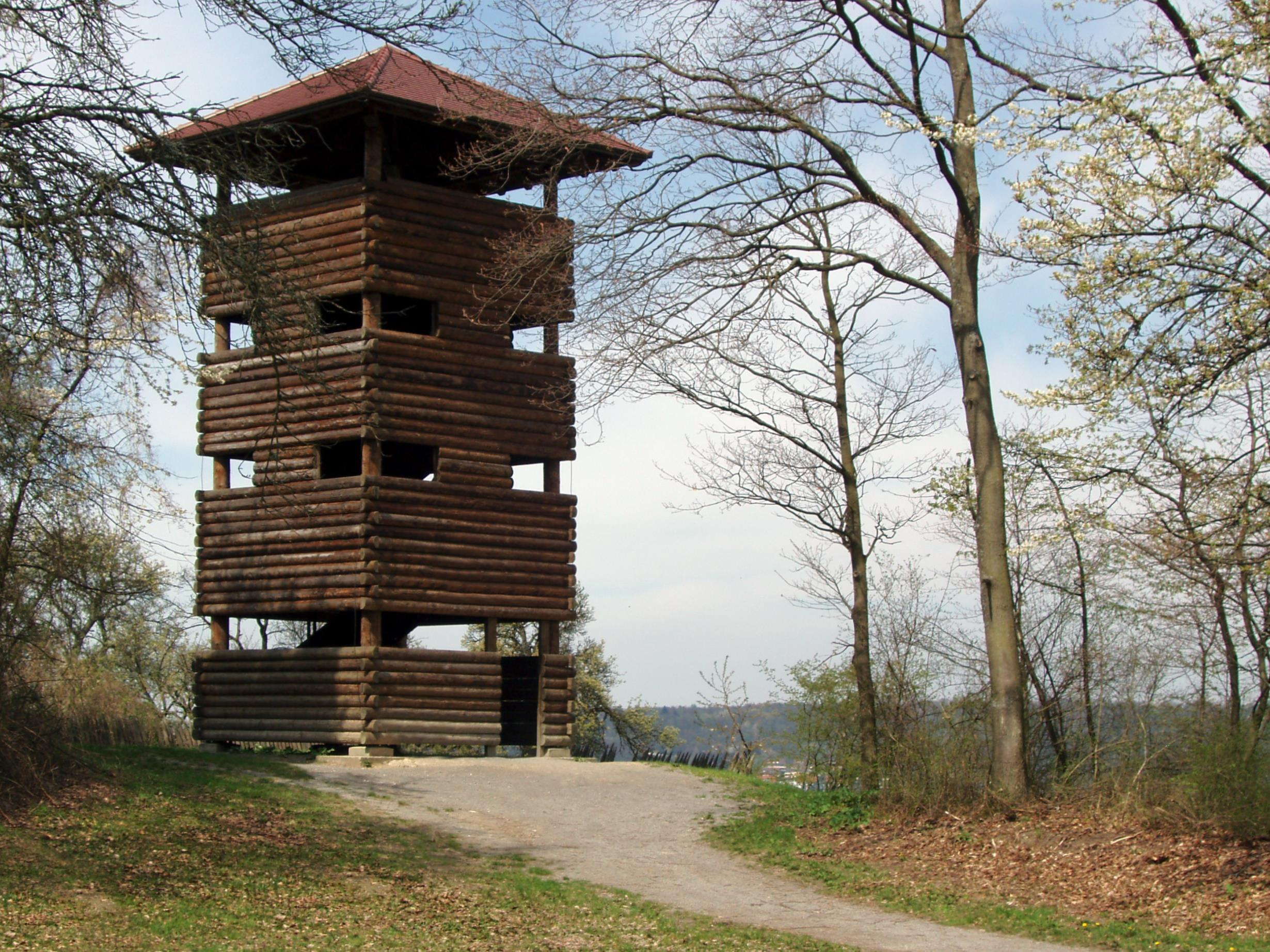
Dieser Nachbau einer Chartaque ist am südlichen Ortsrand von Niefern-Öschelbronn zu besichtigen.

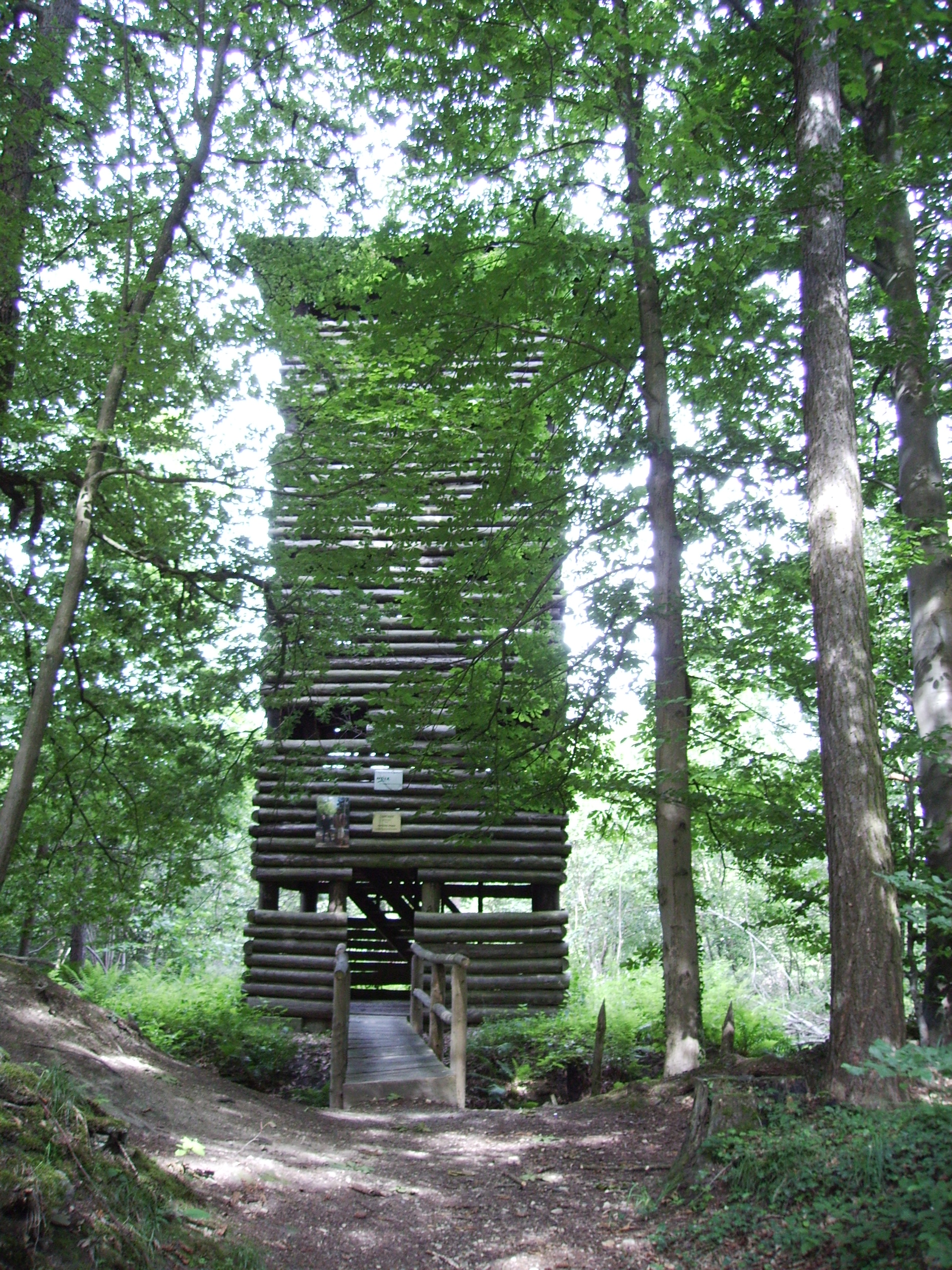
Chartaque in Eppingen.

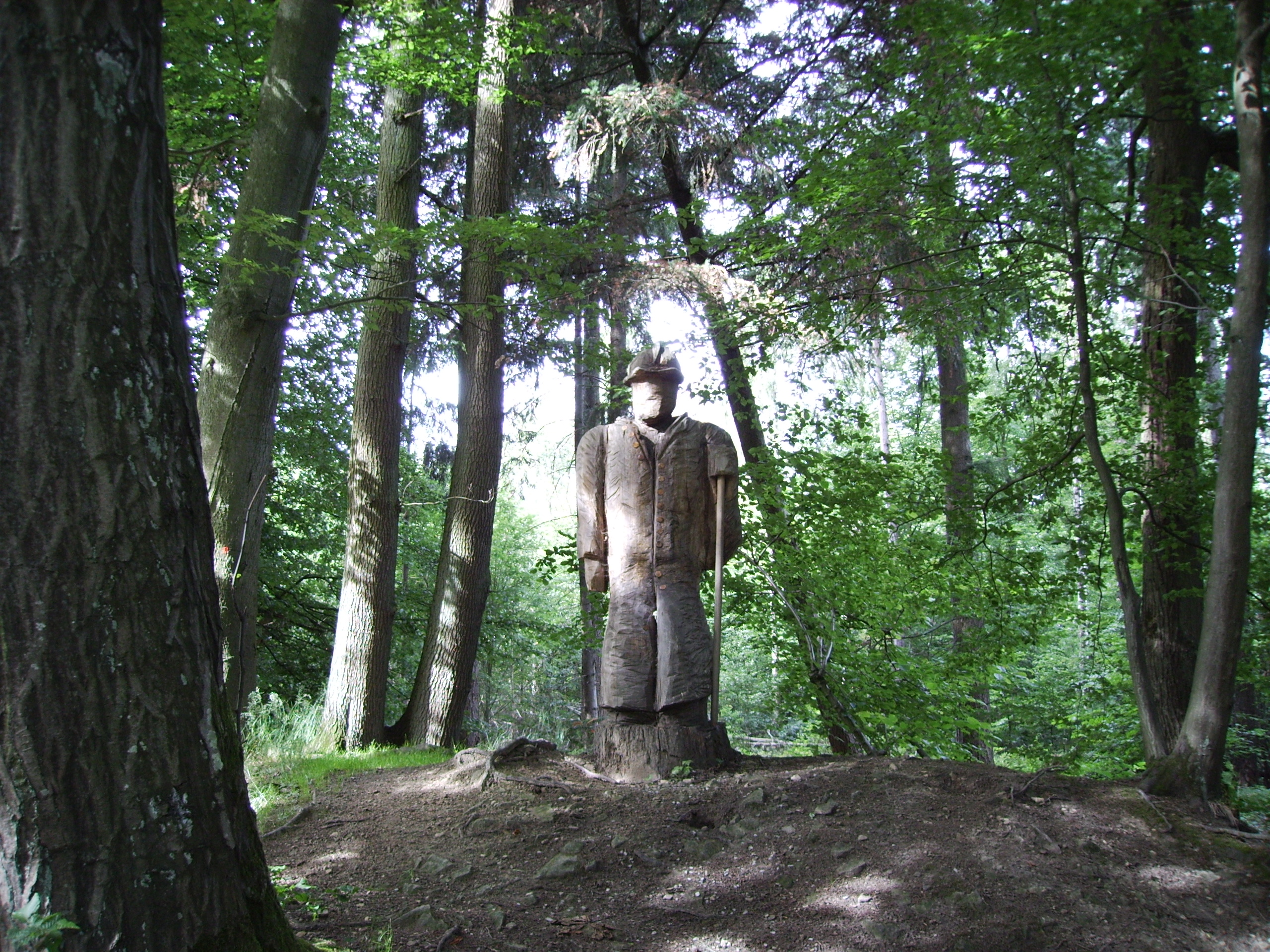
Ein Wächter aus Holz, der am Eingang der Eppinger Chartaque steht.

Die Eppinger Linien waren eine Ende des 17. Jahrhunderts befestigte Verteidigungslinie, die von Weißenstein bei Pforzheim über Mühlacker, Sternenfels und Eppingen bis nach Neckargemünd reichte. Sie hatte eine Gesamtlänge von 86 km.

## Ursache für den Bau der Linien
Der französische König Ludwig XIV. (genannt der „Sonnenkönig“) erhob Anspruch auf das Erbe der Liselotte von der Pfalz (Elisabeth Charlotte). Diese war mit dem Herzog Philipp von Orléans, dem Bruder des „Sonnenkönigs“ Ludwig XIV., verheiratet. Aus diesem Konflikt entstand der Pfälzische Erbfolgekrieg. Die Eppinger Linien wurden in den Jahren 1695 bis 1697 unter dem Markgrafen Ludwig Wilhelm von Baden, auch „Türkenlouis“ genannt, in Fronarbeit errichtet, um französische Raubzüge im Pfälzischen Erbfolgekrieg (1688–1697) zu unterbinden.  Ludwig Wilhelm von Baden erkannte die geografischen Vorteile und die Notwendigkeit einer „Landesdefensionslinie“. Die Lage der Eppinger Linien hatte den Vorteil, dass man das Gebiet auch gegen stärkere Gegner halten konnte. Ihre erste Bewährungsprobe bestanden diese Linien bereits im Mai 1696, als französische Streitkräfte (36.000 Mann) unter General Claude de Choiseul ihren Vorstoß auf Heilbronn Mai und Juni bei Zaisenhausen und Sickingen abbrachen, nachdem sie sich von der Stärke der neuen Linien überzeugt hatten.

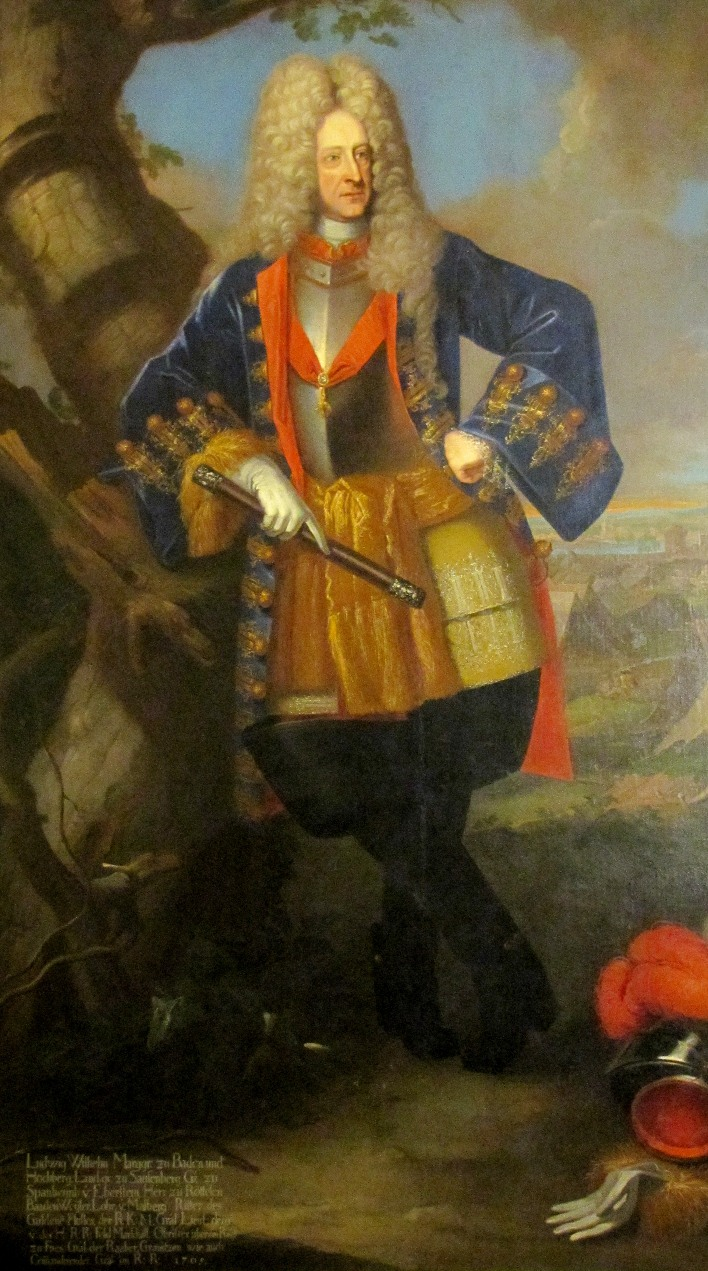
Der „Türkenlouis“
Ludwig XIV., genannt der „Sonnenkönig“

## Bauweise
Das Bollwerk bestand aus einem etwa 40 Meter breiten Verhack, einem Verhau aus Ästen und Baumstämmen, dem ein etwa 2,5 Meter tiefer Graben folgte. Der Bodenaushub des Grabens wurde zu einem dahinterliegenden Wall aufgeschüttet.
Gesichert wurden das Wall-Graben-System der Eppinger Linien durch Wachtürme, genannt Chartaque. Eine Chartaque war ein turmartig aufgebautes Blockhaus mit einer Grundfläche von 6 × 6 m und einer Höhe von etwa 12 Metern.

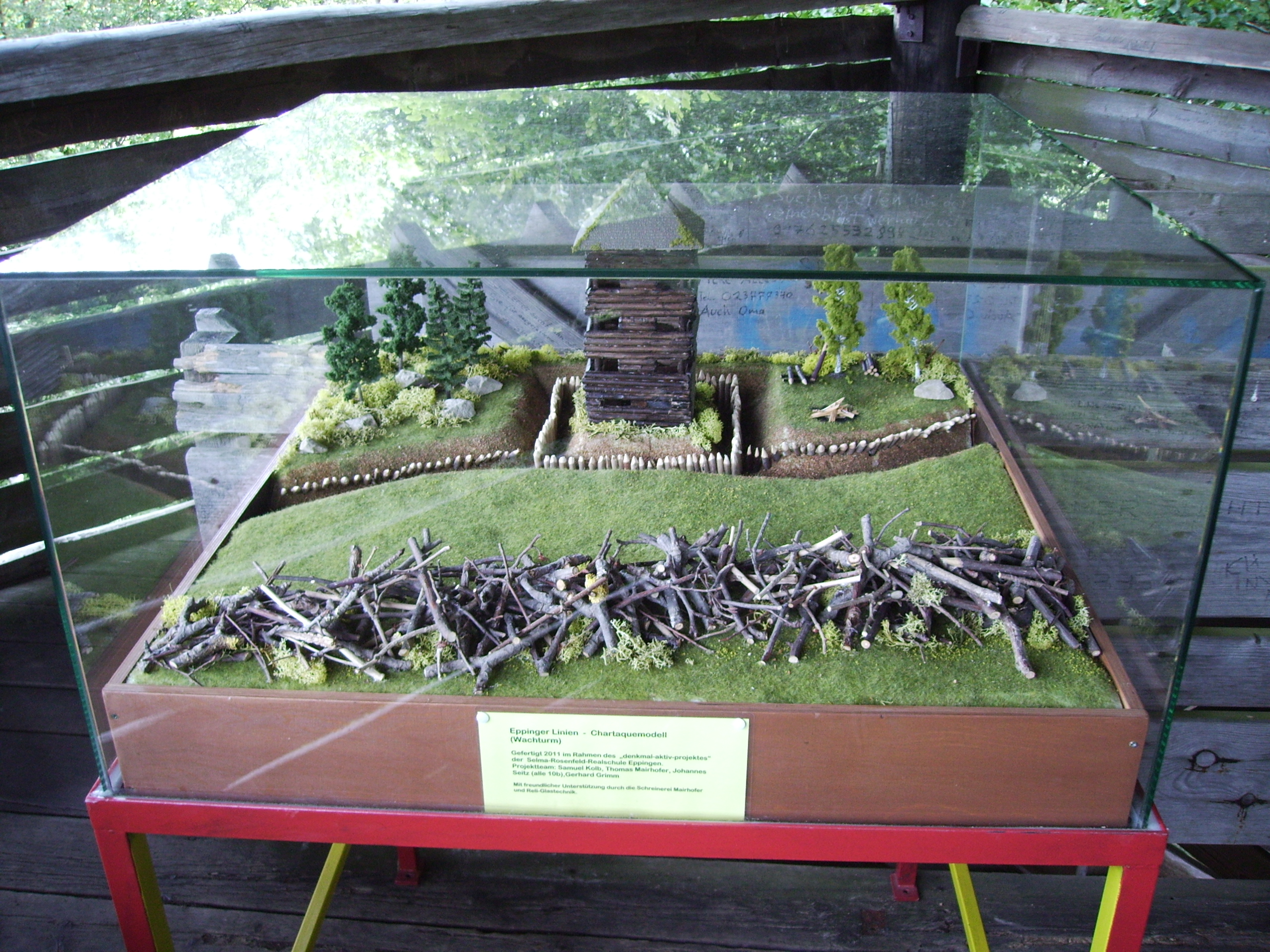
Modell der ursprünglichen Befestigungsanlage.

## Lage der Zivilbevölkerung
Für den Bau der Wehranlage wurden auch durlachsche und badische Zivilisten herangezogen. Diese sogenannten „Schanzer“ hatten ihr Herkunftsgebiet vor den Eppinger Linien und waren somit der französischen Gewalt ausgeliefert. Das französische Militär drohte Dörfer niederzubrennen, falls „Schanzer“ gestellt werden. Die deutsche Generalität drohte ihrerseits mit Exekutionen, falls die Bevölkerung nicht bei den Schanzarbeiten hilft. Somit hatten die Menschen vor den Linien oftmals doppeltes Leid zu erdulden.

## Nachbauten heute
Die Nachbauten solcher hölzerner Wachtürme sind bei Eppingen (⊙) und bei Mühlacker (⊙) zu begehen. Ein weiterer ist ein 1998 auf der Waldschanz südlich von Niefern-Öschelbronn (⊙) errichteter 12,1 Meter hoher hölzerner Aussichtsturm.
Im Süden erfolgte bei Pforzheim der Anschluss an die Schwarzwaldlinien.
Entlang des Linienverlaufs führt der Eppinger-Linien-Weg, ein Wanderweg, der Teile des Naturparks Stromberg-Heuchelberg erschließt und mit Schautafeln über das Bodendenkmal informiert. Der Weg ist mit dem stilisierten Symbol einer Chartaque markiert.

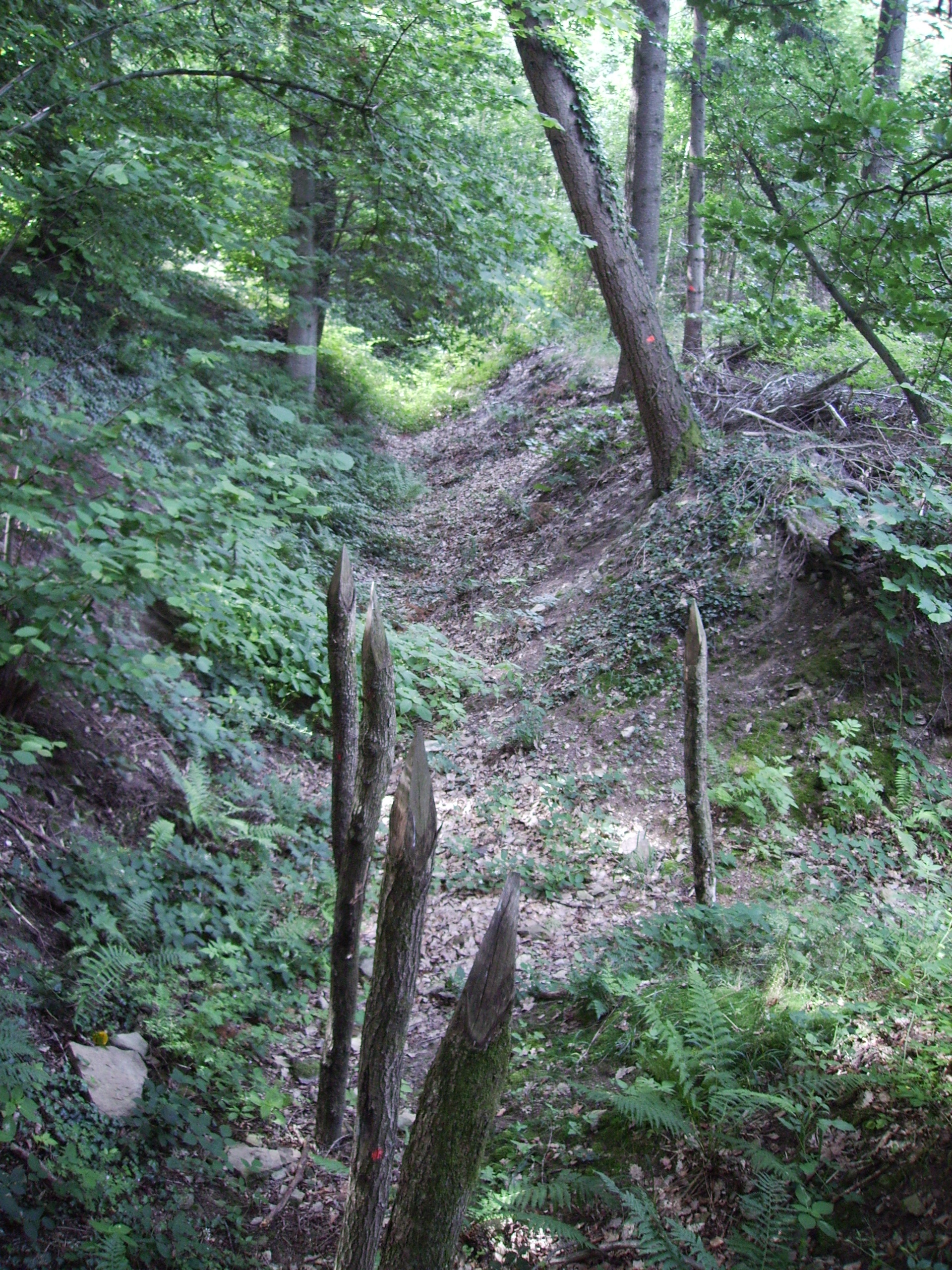
Reste des alten Wallgrabens.
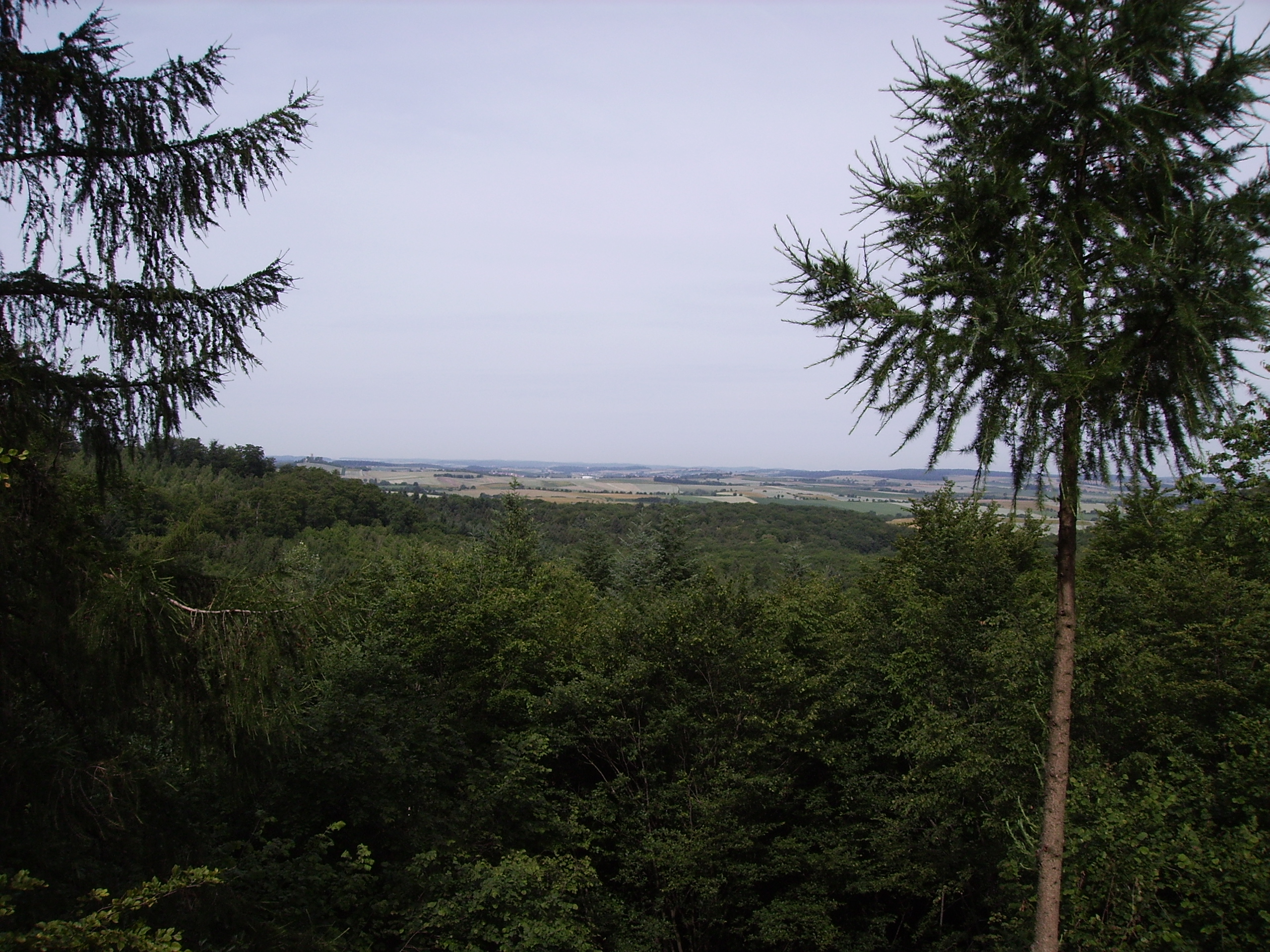
Blick von der Eppinger Chartaque Richtung Westen.